# Kasese (district)
Kasese is een district in het zuidwesten van Oeganda. Hoofdstad is de gelijknamige stad Kasese. Het district telde in 2020 naar schatting 793.200 inwoners op een oppervlakte van 3199 km². Het district ligt in de Westelijke Grote Slenk en beslaat een deel van het Edward- en van het Georgemeer. Het grenst in het westen aan Congo-Kinshasa.
Naast Kasese telt het district nog zes steden (town councils, te weten Hima, Katwe Kabatoro, Kinyamaseke, Kisinga, Mpondwe-Lhubiriha en Rugendabara-Kikongo) en verder 22 sub-county's.